# モリテルノ
モリテルノ（イタリア語: Moliterno）は、イタリア共和国バジリカータ州ポテンツァ県にある、人口約3,900人の基礎自治体（コムーネ）。

## 地理

### 位置・広がり

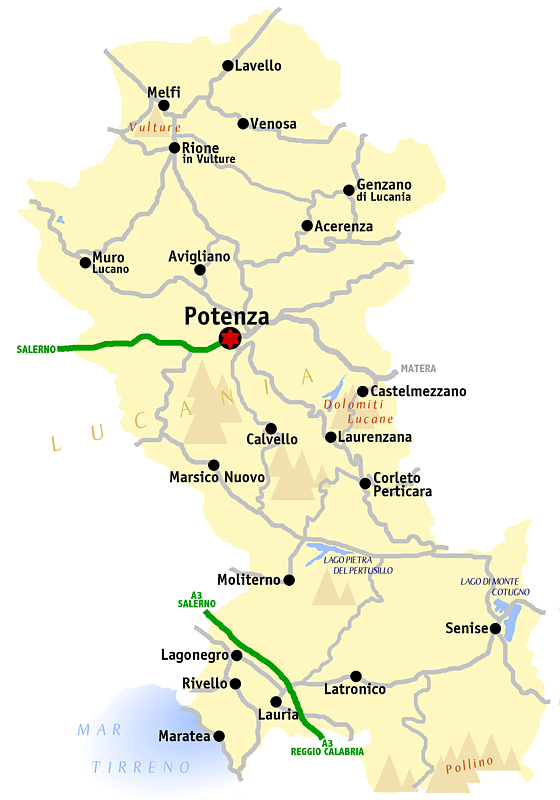
ポテンツァ県概略図

#### 隣接コムーネ
隣接するコムーネは以下の通り。括弧内のSAはサレルノ県（カンパニア州）所属を示す。
- カステルサラチェーノ
- グルメント・ノーヴァ
- ラゴネグロ
- ラウリーア
- モンテサーノ・スッラ・マルチェッラーナ (SA)
- サルコーニ
- トラムートラ

## 行政

### 分離集落
モリテルノには以下の分離集落（フラツィオーネ）がある。
- Fontana D'Eboli, Piani di Maglia, Rimindiello, Tempa del Conte, Madonna del Carmine, San Nicola, Santo Martino, San Giovanni, Paradiso, Cantarelle, Chiaito, Malfitani, Sorgituro, Pantanelle, Spineta